# Paenda
Paenda, ou typographié Pænda, de son vrai nom Gabriela Horn, née le 25 janvier 1989 à Deutschlandsberg, est une autrice-compositrice-interprète autrichienne. 
Elle a été sélectionnée par l'ORF pour représenter l'Autriche au Concours Eurovision de la chanson 2019 avec la chanson Limits.

## Discographie

### Albums
- 2018 : Evolution I

### Singles
- 2017 : Waves
- 2018 : Good Girl
- 2019 : Limits